# Revue des mondes musulmans et de la Méditerranée
 (avril 2025).
La Revue des mondes musulmans et de la Méditerranée (REMMM) présente, sous forme de livraisons thématiques, des études sur l’ensemble du monde musulman. Articulée en deux séries, « Histoire » et « Monde contemporain », elle rassemble les contributions, sur un thème donné, de spécialistes du Maghreb et du Machrek, mais aussi des mondes iranien et ottoman, des Balkans, de l’islam africain, de l’Inde et de l’Extrême-Orient musulmans. 
Grâce à la syndication de contenu, elle propose également dans sa version électronique, en collaboration avec le site Bibenligne, une sélection raisonnée de catalogues de bibliothèques et de centres documentaires et de sites en sciences humaines et sociales dans le champ qu'elle couvre.
Les sommaires de la revue sont disponibles sur le portail OpenEdition Journals ; elle est propulsée par le CMS libre Lodel.
À sa fondation en 1966, son titre était Revue de l'Occident musulman et de la Méditerranée, devenu Revue du monde musulman et de la Méditerranée en 1989. En 1999, monde est pluralisé comme mondes.